# Kúty
Kúty (nje. Kutti, mađ. Jókút) je naselje i općina u okrugu Senica u Trnavskom kraju u Slovačkoj.

## Stanovništvo
| Godina:     | 1993. | 2003.   | 2013.   | 2023.   |
| ----------- | ----- | ------- | ------- | ------- |
| Broj ljudi: | 4071  | 4109    | 4067    | 4012    |
| Razlika:    |       | +0,93 % | -1,02 % | -1,35 % |

| Godina:     | 2022. | 2023.   |
| ----------- | ----- | ------- |
| Broj ljudi: | 4021  | 4012    |
| Razlika:    |       | -0,22 % |

Prema podacima o broju stanovnika iz 2023. godine naselje je imalo 4012 stanovnika.

## Vanjske poveznice
|  | Zajednički poslužitelj ima još gradiva o temi Kúty |

- Službena stranica naselja (sl.)